# Murakami Genzō

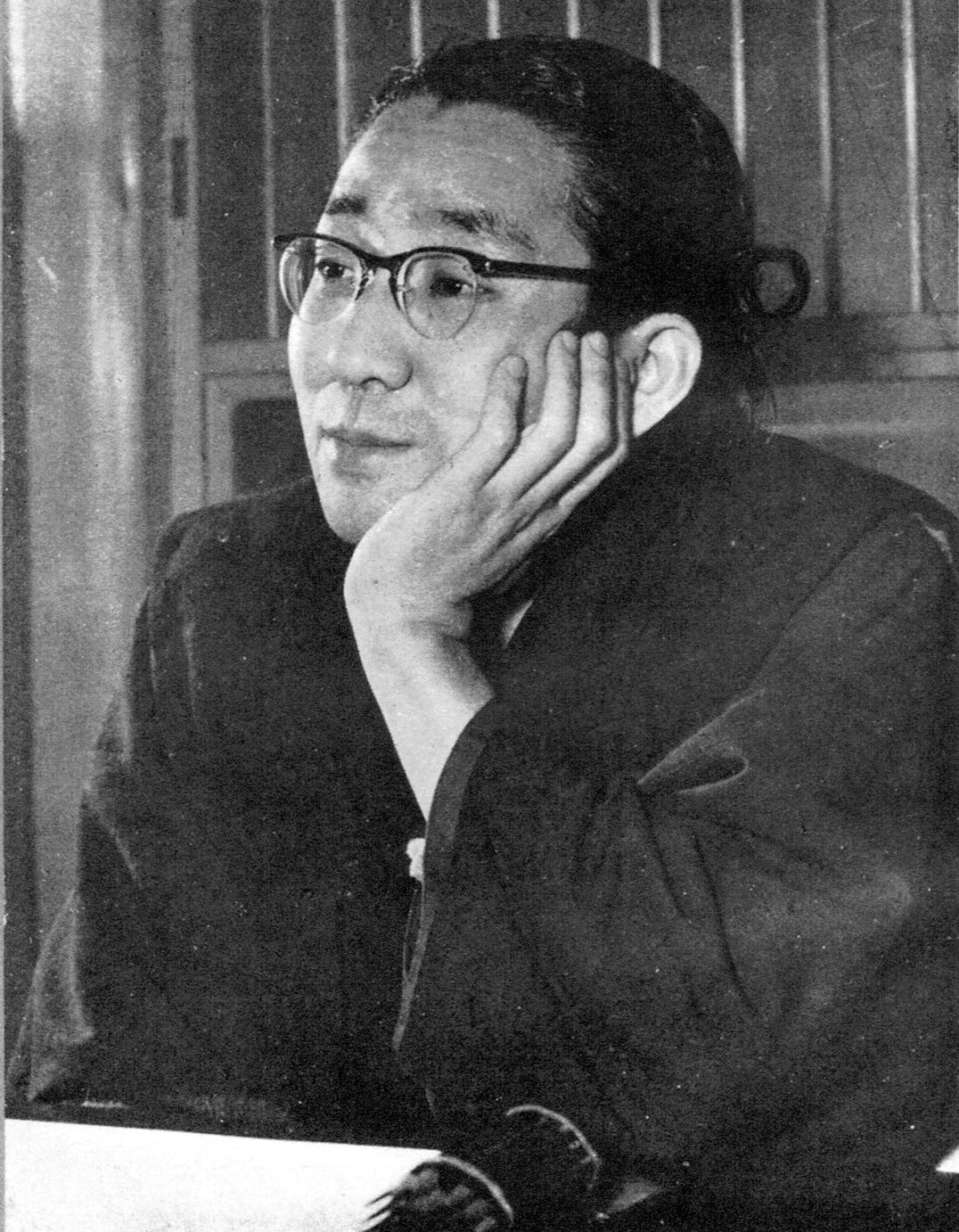
Murakami Genzō

Murakami Genzō (japanisch 村上 元三; geboren 14. März 1910 in Wŏnsan (Korea); gestorben 3. April 2006 in Tokio) war ein japanischer Schriftsteller, der für seine historischen Romane bekannt ist.

## Leben und Wirken
Murakami Genzō wurde in Korea geboren, als sein Vater dort – im damals zu Japan gehörenden Land – tätig war. Seinen Schulabschluss machte Murakami in Tokio an der zur Aoyama-Gakuin-Universität gehörenden Mittelschule, wo Hasegawa Shin (長谷川 伸; 1884–1963) sein Lehrer war. „Senku-sha no hata“ (先駆者の旗) – „Die Flagge der Vorhut“ 1940 und „Gufū no Mon“ (颶風の門) – „Ein Tor im Orkan“ 1941, die im Norden spielen, sind ungewöhnliche Werke, die für den Naoki-Preis nominiert wurden. Murakami erhielt dann den 12. Naoki-Preis für „Kazusa Fudoki“ (上総風土記) – „Beschreibung der Provinz Kazusa“ 1940, der die Hingabe eines Dieners beschreibt.
Nach dem Zweiten Weltkrieg publizierte Murakami in den Jahren 1950 bis 1951 ein drei Bände umfassenden Werk „Sasaki Kojirō“ (佐々木 小次郎), mit dem er große Anerkennung in der literarischen Welt fand. Grundlage war das Leben Kojirōs, der ein großer Schwertfechter war, aber im Kampf gegen Miyamoto Musashi 1620 sein Leben verlor. Murakami befasst sich vor allem mit Kojirōs schillernder Jugend. Zu seinen weiteren bedeutenden Werken gehören „Kaga sōdō“ (加賀騒動) – „Die Kaga-Unruhen“ (1951), „Jirōchō Sangokushi“ (1952), Tokugawa Mitsukunis Lebensgeschichte „Mito Kōmon“ vierteilige Serie (1956–62) und „Gosai no ezu“ (五彩の絵図) – „Eine fünffarbige Zeichnung“ 1974. Von 1982 bis 1984 folgte „Tanuma Okitsugu“ (田沼 意次), eine Serie über einen hohen Beamten in der mittleren Tokugawa-Zeit.
1964 erhielt Murakami den „NHK Broadcast Culture Award“ (NHK放送文化賞, NHK hōsō bunka-shō), 1974 die Ehrenmedaille mit dem Purpurband und 1981 den Orden des Heiligen Schatzes 3. Klasse.